# راضية الحداد
راضية الحداد هي راضية بنت صالح بن عمار زوجة حمودة الحداد، ولدت في 17 مارس/آذار 1922 وتوفيت يوم 20 أكتوبر/تشرين الأول 2003. ناشطة نسوية تولت رئاسة الاتحاد القومي النسائي التونسي منذ أواسط الخمسينات إلى مطلع السبعينات.
- تنحدر راضية الحداد من عائلة محافظة، وقد تمكنت من الدراسة دون أن تدخل التعليم العالي.

## قبل الاستقلال
برزت على الساحة الوطنية قبل الاستقلال، إذ نشطت في الاتحاد النسائي الإسلامي التونسي. كما ساندت الحركة الكشفية من خلال رئاستها جمعية «حبيبات الكشافة» التي ظهرت سنة 1947. وقامت في بداية الخمسينات بدور كبير في مؤازرة عائلات المساجين السياسيين من الوطنيين التونسيين.

## الاتحاد النسائي
وفي سنة 1956 كانت من مؤسسات الاتحاد القومي النسائي التونسي، إذ تولت خطة كاهية أمينة المال في أول هيئة للاتحاد، ثم آلت إليها رئاسته سنة 1958 بقرار من الرئيس الحبيب بورقيبة، واستمرت على رأسه إلى سنة 1972. وقد قامت خلال هذه الفترة بإصدار مجلة المرأة سنة 1961. كما أعطت كل مساندتها إلى الحزب الحاكم ولبورقيبة شخصيا.

## في السياسة
بالموازاة مع نشاطها النسائي، انتخبت لثلاث دورات بمجلس الأمة (البرلمان)، كما انتخبت في اللجنة المركزية للحزب الحاكم فيما بين 1968 و1972.
وعندما تصدع الإجماع داخل الحزب الحاكم بعد التخلي عن التجربة التعاضدية سنة 1969، تعاطفت مع التيار الذي غادر الحزب والذي عرف بالديمقراطيين الاشتراكيين. وقد حوكمت في ماي/أيار 1974 بتهمة تجاوز ثقة وحكم عليها بالسجن.

## التكريم
سمي بإسمها «معهد راضية الحداد بالعمران».